# Melina Matthews
Melina Matthews i Fernández (Barcelona, novembre de 1986) és una actriu catalana. Tot i que interpretà un personatge de la sèrie catalana El cor de la ciutat el 2005, va ser més endavant quan es revelà internacionalment com a presentadora del Festival Internacional de Cinema Fantàstic de Catalunya. La seva fama cresqué amb el seu rol d'Ana a la pel·lícula Silencio el 2018, interpretant Juana a la temporada 2 de la sèrie espanyola La peste el 2019 i, alhora el mateix any, la professora Carmen durant la segona temporada de La otra mirada.
Va adquirir, però, més fama mundial el 2020, arran de la seva interpretació de la monja Shannon Masters a la sèrie de Netflix: Warrior Nun.
Gràcies als seus orígens domina, a més del català i del castellà, l'anglès i el francès.
D'ençà del 2017 se sap que és la companya del director cinematogràfic espanyol Raúl Arévalo.

## Filmografia

### Pel·lícules
| Any  | Títol                           | Personatge           |
| ---- | ------------------------------- | -------------------- |
| 2007 | Savage Grace                    | Lorna Moffat         |
| 2008 | Sing for Darfur                 | Isabelle             |
| 2012 | Vencidos (Curt metratge)        | Noia                 |
| 2013 | Mama                            | Mama (veu)           |
| 2013 | Panzer Chocolate                | Julie Levinson       |
| 2013 | The Returned                    | Eve                  |
| 2014 | El Negociador                   | Sophie               |
| 2015 | Don't Speak                     | Samantha             |
| 2015 | The Gunman                      | La secretària de Cox |
| 2016 | Realive                         | Tèchnica             |
| 2016 | Nick                            | Amber                |
| 2016 | Classmate (Curt metratge)       | Emma                 |
| 2016 | Lucas                           | Jane Lipkiss         |
| 2017 | Rex                             | Lopez                |
| 2017 | El jugador de ajedrez           | Marianne Latour      |
| 2017 | Caronte (Curt metratge)         | Lloctinent Arsys     |
| 2017 | La vida nuestra (Curt metratge) | Chica 1              |
| 2018 | Silencio                        | Ana                  |
| 2018 | My Masterpiece                  | Verdulera            |
| 2018 | XConfessions Web Series (Vídeo) | Olivia               |
| 2020 | Black Beach                     | Susan                |
| 2019 | El Cerro de los Dioses          | -                    |
| 2019 | An Affair to Die For            | Lydia Alan           |

### Sèries de televisió
| Any       | Títol               | Personatge     | Comentaris                                       |
| --------- | ------------------- | -------------- | ------------------------------------------------ |
| 2005-2006 | El Cor de la Ciutat | Fadila Choukri | 6 episodis                                       |
| 2011      | Arròs covat         | (veu)          | 1 episodi - Arròs d'Arenys amb mostassa a la mel |
| 2013      | Aída                | -              | El imperio (de la morcilla) contraataca          |
| 2014-2015 | The Refugees        | Victoria       | 2 episodis - Sacrificio i El éxodo               |
| 2015      | Vis a vis           | Locutora       | Sèrie 1 episodi 5 - La cruda realidad            |
| 2015      | Magnum Opus         | Allie Berg     | 3 episodis                                       |
| 2015-2016 | El Príncipe         | Sophie         | 12 episodis                                      |
| 2016      | Thirteen            | Sofía Marín    | 4 episodis                                       |
| 2017      | Playground          | Laurence       | 10 episodis                                      |
| 2018      | Fugitiva            | Isabel         | 7 episodis                                       |
| 2019      | La peste            | Juana          | 6 episodis                                       |
| 2019      | La otra mirada      | Carmen         | 8 episodis                                       |
| 2020      | Warrior Nun         | Monja Shannon  | 3 episodis                                       |
| 2024      | El mal invisible    | Elena Maertens |                                                  |